# Ptilidium
Ptilidium ist eine kleine und die einzige Gattung von beblätterten Lebermoosen der Familie Ptilidiaceae.

## Merkmale
Die Pflanzen sind olivgrün, bräunlich oder rötlich und ein- bis dreifach gefiedert. Die quer bis schräg gestellten Flankenblätter sind zweilappig, wobei der ventrale Lappen nochmals geteilt ist, sodass die Blätter mehrlappig erscheinen. Die Blattränder sind lang gewimpert. Unterblätter sind vorhanden, sie sind kleiner als die Flankenblätter und zweilappig. Die Laminazellen weisen knotig verdickte Zellecken auf. Pro Zelle sind 15 bis 40 Ölkörper vorhanden.
Die Arten sind diözisch. Die zylindrischen Perianthien sind an der Mündung kurz gewimpert. Sporenkapseln sind oval. Brutkörper werden nicht gebildet.

## Systematik
Die Gattung Ptilidium umfasst weltweit drei Arten, von denen zwei in Europa vorkommen.
- Ptilidium californicum, verbreitet in den Küstengebieten des Nordpazifik
- Ptilidium ciliare
- Ptilidium pulcherrimum